# Интерфаза
Интерфаза је најдужи период у ћелијском циклусу. Одвија се између две деобе, а у току њега се ћелија припрема за деобу. Биохемијски процеси се током интерфазе интензивно одвијају.
У оквиру ове фазе, смењују се три периода — пресинтетски (Г1 период), синтетски (С период) и постсинтетски (Г2 период). Акроними представљају паузу (енгл. gap) и синтезу (енгл. synthesis). Ћелије које се никад не деле као што су неурони, заувек су у интерфази и то у посебном Г0 периоду.

## Почетак фазе
Прелаз из једне фазе ћелијског циклуса у другу зависи првенствено од спољашњих и унутрашњих фактора који утичу на ћелију. Стога, не може се прецизно предвидети када ће ћелија из интерфазе прећи у митотичку деобу — М период (енгл. mitosis). То се догађа само када су и унутрашњи и спољашњи фактори погодни за потпуно остваривање животног циклуса.

## Ток фазе
- У Г1 периоду, ћелија расте и функционише нормално. Да би се удвостручење ћелије постигло, долази до синтезе протеина у великим количинама. Дуплира се и број ћелијских органела, као и запремина желатинасте цитоплазме.[1]
- У С периоду, ћелија удвостручује свој молекул ДНК. У животињским ћелијама, центрозом се удваја.[1]
- У Г2 периоду, ћелија врши завршне припреме за деобу. У људској ћелији нема битних дешавања.[1]